# روساین کیو۱
روساین کیو۱ (Rossion Q۱) خودرویی است که از سال ۲۰۰۸ تا کنون در پورت الیزابت و آفریقای جنوبی تولید شده‌است.
این خودرو در کلاس خودرو اسپورت قرار گرفته و طراحی آن خودروهای موتور وسط عقب-محور عقب بوده است. سیستم جعبه‌دندهٔ آن ۶ دنده به دو صورت خودکار و دستی است.